# Pițigoi, Prahova
Pițigoi este un sat în comuna Drajna din județul Prahova, Muntenia, România.
În 2011, satul avea 87 de locuitori.